# Каувичи (Вашингтон)
Каувичи (енгл. Cowiche) насељено је место без административног статуса у америчкој савезној држави Вашингтон.

## Демографија
По попису из 2010. године број становника је 428.
| Група             | 2000.    | 2010.       |
| Белци             | 0 (0,0%) | 126 (29,4%) |
| Афроамериканци    | 0 (0,0%) | 0 (0,0%)    |
| Азијати           | 0 (0,0%) | 2 (0,5%)    |
| Хиспаноамериканци | 0 (0,0%) | 290 (67,8%) |
| Укупно            | 0        | 428         |